# 象声号
象声号的形式是波浪线（～～），写在一行的中间，占两个字的位置。

## 象声号的用法

### 中文
象声号表示声音的延续，同时又带有抑扬摇曳的意味。与破折号不同的是，破折号可以表示声音延续，但是无法体现出抑扬摇曳的意味，所以象声号与破折号还是有所区别。
- 大男孩的胳膊给老妇人抱住，不能取那翡翠簪儿，“哇～～”突然哭起来了。（叶圣陶《夜》）
- “咳～～开～～啦！”桩家揭开盒子盖，也是汗流满面的唱。（鲁迅《阿Q正传》）

### 日文
日文以波線（wave dash）表示範圍，相當中文的浪紋號（連接號，wave dash），但無論在日文或中文，浪紋線都常被外形類似的波浪號（tilde）代替。除此之外，波線在日文中也可以當作括號標示副標題；相同的情況在中文一般會使用冒號或破折號，但在翻譯日本作品時，有時會直接保留，例如AURA ～魔龍院光牙最後的戰鬥～。

### 其他用法
在電腦上，有時會用象聲號來畫分隔線。

## 参看
- 擬聲詞

1. 苏培成，《标点符号使用手册》（修订版），語文出版社，1999年。